# Zona Universitària (métro de Barcelone)
Zona Universitària est une station des lignes 3 et 9 (branche sud) du métro de Barcelone. 
Elle est située au croisement entre Avenida del Doctor Marañón et l'Avenida Diagonal, sur le territoire de la ville de Barcelone dans la province éponyme en Catalogne. C'est une station de la Transports Metropolitans de Barcelona (TMB).

## Situation sur le réseau
Établie en souterrain, la station Zona Universitària dispose de deux plateformes : celle de la Ligne 3 du métro de Barcelone, est une extrémité suivi de la station Palau Reial, en direction de Trinitat Nova, et celle de la Ligne 9 du métro de Barcelone, est également une extrémité suivi de la station Collblanc en direction de celle de l'Aeroport T1.

## Histoire
La station Zona Universitària est mise en service le 20 janvier 1975 lors de l'ouverture à l'exploitation de la section Tarragona-Zona Universitària.